# William Bonac
William Kwaku Bonac (18 maggio 1982) è un culturista ghanese naturalizzato olandese.
Soprannominato The Conqueror, è annoverato tra i più talentuosi culturisti della sua generazione. Professionista IFBB dal 2012, è vincitore di due Arnold Classic (2018 e 2020) e un Arnold Classic Australia (2019), oltre a vantare due podi nel concorso di Mister Olympia (2017 e 2019).

## Biografia
Nato in Ghana, vive con i nonni sino all'età di 5 anni, quando emigra ad Amsterdam per raggiungere la madre, trasferitasi in Europa per trovare fortuna. Da bambino scopre la passione per il calcio, sport in cui ottiene buoni risultati, mentre a partire dai 12 anni inizia a sollevare pesi. Tra il 1994 e il 1995 vive nel suo paese natio, per poi tornare definitivamente nei Paesi Bassi. Trascorre quindi un'adolescenza difficile e movimentata e, portato alla piccola delinquenza, viene recluso in un carcere minorile all'età di 15 anni. Scontata una pena di tre anni, durante la quale si avvicina al mondo della palestra, incomincia la carriera nel culturismo nella seconda metà degli anni duemila, alternandovi l'occupazione di buttafuori per autosostenersi.
Disputa il suo primo concorso nel 2008 in occasione dei campionati europei IBFA (International Bodybuilding & Fitness Association). Inizia ad acquisire notorietà tre anni dopo arrivando 3º nella divisione dei pesi massimi dell'Arnold Classic Amateur dietro al russo Lesukov e al ceco Bureš. Ottenuta nel 2012 la sua tessera IFBB da professionista, agli esordi non gareggia immediatamente nella categoria open –– dominata allora dai vari Cutler, Heath, Greene, Wolf, Warren e Martínez, tutti tra i 108 e i 123 kg –– sicché decide di scendere nella divisione 212 libbre (fino ai 96 kg) più vicina al suo peso naturale. Nel corso dell'anno solare disputa tre gare, arrivando 6º al Grand Prix britannico, 3º all'Europa Super Show e 4º al Prague Pro. Poco più tardi il gallese Lewis, che lo aveva sconfitto in due dei tre suddetti eventi, lo consiglia all'amico di lunga data e allenatore Neil Hill per accrescerne il potenziale.
L'affiatato sodalizio sportivo con Hill segna un cambio di rotta nella carriera del culturista di origine africana, che a partire dal 2013 compie il suo ingresso nella divisione open: quello stesso anno partecipa agli EVL Pro di Praga dove, malgrado il pronostico sfavorevole, ottiene un 5º posto alle spalle dei ben più esperti Greene, Jackson, Warren e Smalls. Affermatosi poi nel panorama internazionale grazie a importanti piazzamenti all'estero, debutta nel prestigioso palcoscenico di Mister Olympia nel 2014, chiudendo in 15ª posizione.
La sua carriera prosegue quindi con alcuni primi posti in Europa, mentre la definitiva consacrazione giunge nel 2018 con la vittoria all'esordio dell'Arnold Classic ad Ohio, davanti al cinque volte vincitore Jackson e al campione in carica McMillan. Dopo essere arrivato 2º all'Arnold Classic Australia di Melbourne, a fine anno è al quarto posto nella classifica di Mister Olympia: lo precedono Rhoden, Heath e Winklaar. Il suo 2019 si apre con il consueto Arnold Classic, dove, chiamato a difendere il titolo vinto un anno prima, arriva 2º dietro lo statunitense Curry. Porta la sua eccellente condizione di forma anche all'Arnold Classic Australia, laureandosi campione davanti ai rivali McMillan e Winklaar, mentre nel mese di settembre –– con il campione in carica Rhoden fuori dai giochi per un'accusa di violenza sessuale e il pluricampione Heath assente –– giunge 2º a Mister Olympia dopo Curry.
Nel marzo 2020 si aggiudica il suo secondo Arnold Classic davanti a Jackson, alla sua ultima apparizione sul palco di Columbus, e all'egiziano Elssbiay. Termina la stagione, condizionata negativamente dalla pandemia di COVID-19, sul palco di Orlando per la sua 7ª apparizione consecutiva a Mister Olympia, dove ottiene un 5º posto finale. I problemi legati all'emergenza sanitaria si protraggono anche nel 2021 con l'Arnold Classic posticipato al mese di settembre: il culturista di Amsterdam è tuttavia costretto a darvi forfait per problemi legati al visto d'ingresso per gli Stati Uniti d'America. Risolte le questioni burocratiche, un mese dopo vola in Florida per salire sul palco nel suo ottavo concorso Olympia, dove finisce 6º.

## Gare disputate e piazzamenti
- 2011 Arnold Amateur Men's Bodybuilding Heavy – 3º classificato
- 2012 IFBB British Grand Prix – 6º classificato
- 2012 IFBB Dallas Europa Supershow – 3º classificato
- 2012 EVLs Prague Pro – 4º classificato
- 2013 EVL's Prague Pro – 5º classificato
- 2014 IFBB Australia Pro Grand Prix – 2º classificato
- 2014 IFBB Tampa Pro – 2º classificato
- 2014 EVL's Prague Pro – 8º classificato
- 2014 IFBB Arnold Classic Europa – 6º classificato
- 2014 IFBB Golden State Pro – 1º classificato
- 2014 IFBB Mr. Olympia – 15º classificato
- 2014 IFBB Arnold Classic Sudamerica – 7º classificato
- 2014 IFBB San Marino Pro – 11º classificato
- 2015 EVL's Prague Pro – 5º classificato
- 2015 IFBB Dayana Cadeau Pro – 1º classificato
- 2015 IFBB Arnold Classic Europa – 6º classificato
- 2015 IFBB Mr. Olympia – 8º classificato
- 2015 IFBB Nordic Pro – 1º classificato
- 2015 IFBB San Marino Pro – 2º classificato
- 2016 IFBB Mr. Olympia Europa – 3º classificato
- 2016 IFBB Kuwait Pro – 5º classificato
- 2016 EVL'S Prague Pro – 1º classificato
- 2016 IFBB Nordic Pro – 1º classificato
- 2016 IFBB Mr. Olympia – 5º classificato
- 2016 IFBB Arnold Classic Europa – 3º classificato
- 2017 IFBB Mr. Olympia – 3º classificato
- 2017 IFBB Arnold Classic Europa – 2º classificato
- 2017 EVL'S Prague Pro – 2º classificato
- 2018 IFBB Arnold Classic – 1º classificato
- 2018 IFBB Arnold Classic Australia – 2º classificato
- 2018 IFBB Mr. Olympia – 4º classificato
- 2019 IFBB Arnold Classic – 2º classificato
- 2019 IFBB Arnold Classic Australia – 1º classificato
- 2019 IFBB Mr. Olympia – 2º classificato
- 2020 IFBB Arnold Classic – 1º classificato
- 2020 IFBB Mr. Olympia – 5º classificato
- 2021 IFBB Mr. Olympia – 6º classificato
- 2022 IFBB Arnold Classic – 2º classificato
- 2022 IFBB Boston Pro – 1º classificato